# 付知峡

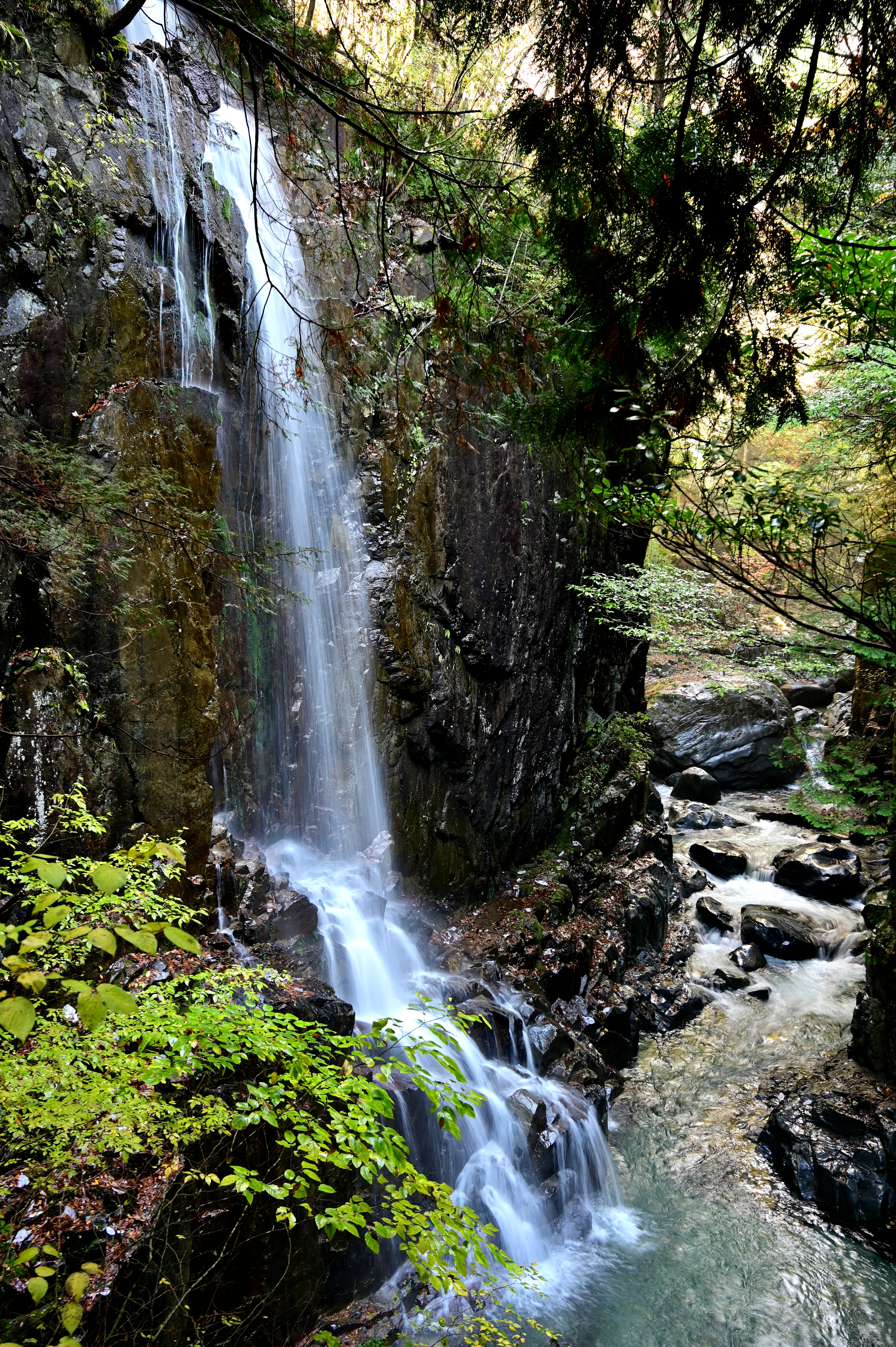
不動滝

付知峡（つけちきょう）は、岐阜県中津川市付知町にある峡谷。

## 概要
- 木曽川支流、付知川の源流に位置する。付知川は青川の異名を取るほど澄み切った清流で名高く、御嶽山の南麓に源流を持ち、不動滝・高樽滝の他にも、大小問わず無数の瀑布が見られる。
- 一帯は手付かずの原生林が残されており、山紫水明の彩りを見せる。東濃有数の峡谷で、県を代表する紅葉の名所としても知られるほか、春にはシャクナゲ・ヤマザクラ・ツツジ・ヤマブキなどの花が咲き競い、花の名所としても名高い。裏木曽県立自然公園に含まれる。
- 「森林浴の森日本100選」「岐阜県の名水50選」「飛騨・美濃紅葉33選」に選定されており、奇岩が重なりあって大渓谷をつくる不動渓谷がメインスポットである。
- 民宿、バンガロー、キャンプ場、バーベキュー用の施設があり、渓流釣りも楽しめる。

## ギャラリー

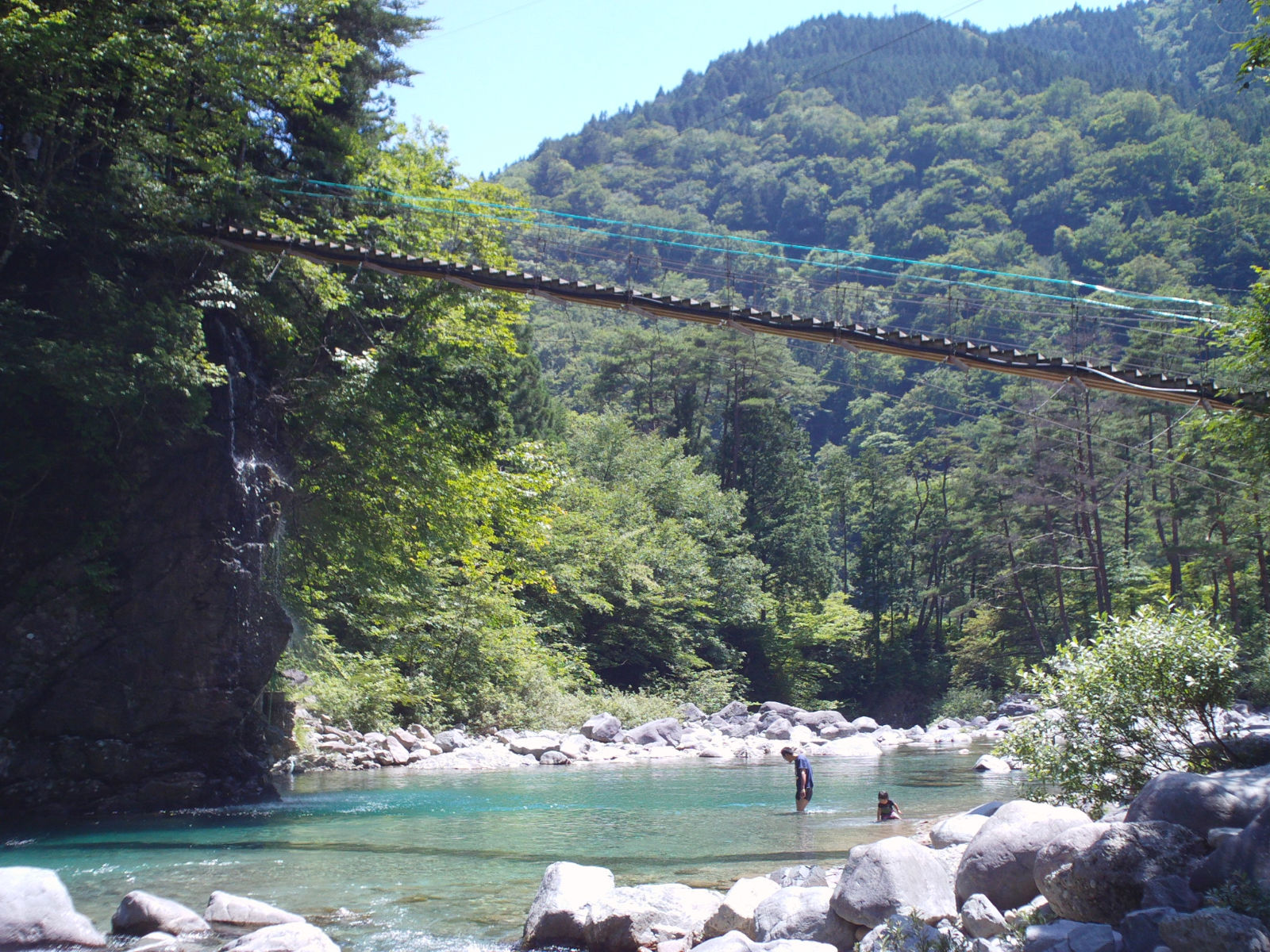
本谷キャンプ場周辺（2011年7月）
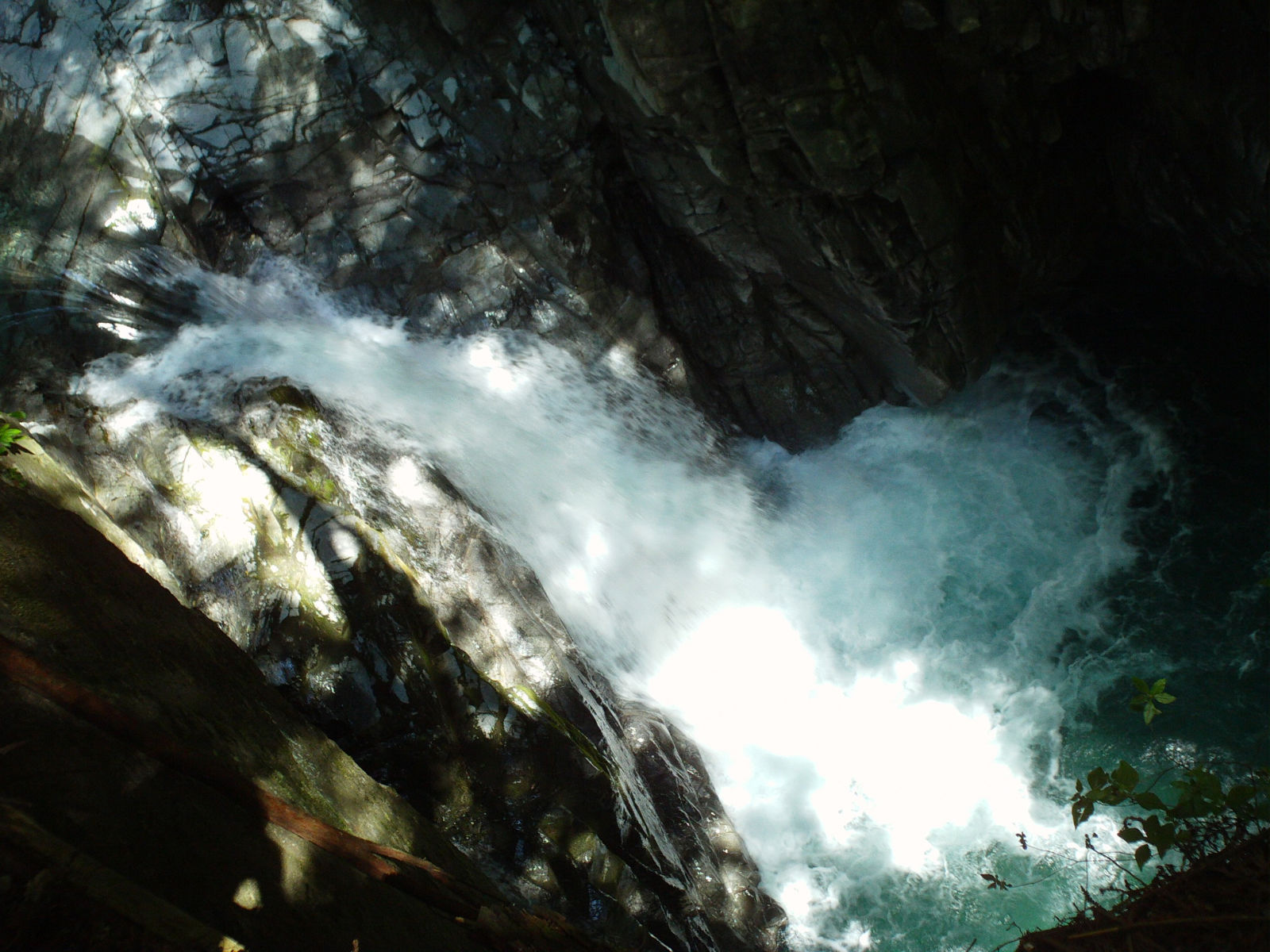
不動滝（2011年7月）
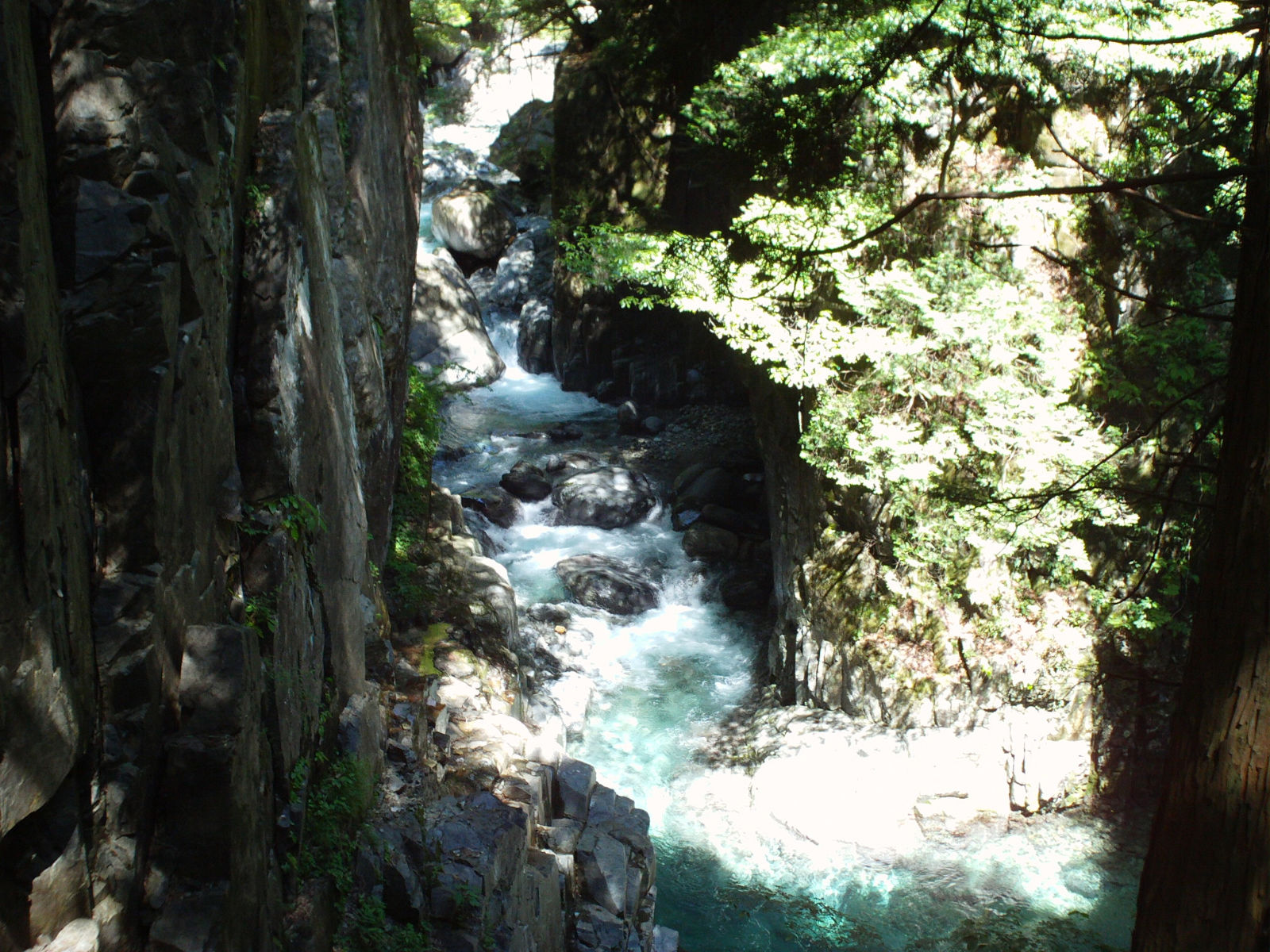
不動滝周辺（2011年7月）

## 所在地
- 北緯35度41分54.4秒 東経137度26分31.8秒 / 北緯35.698444度 東経137.442167度
- 中津川市付知町 - 地理院地図
- 付知峡 - Google マップ